# Jordi Simón
Jordi Simón Casulleras (Navàs, Barcelona, 6 de septiembre de 1990) es un ciclista español.

## Biografía
Inicios
Comenzó en el ciclismo con la peña ciclista Alt Llobregat de Navàs; ahí sus compañeros ya le vieron unas dotes para el deporte fuera de lo común y le incitaron al mundo de la competición. Al año siguiente (2006) empezó a correr en la categoría cadete y no tardó en lograr sus primeros triunfos; pero no fue hasta la categoría juvenil; tras ganar el Ranking de la RFEC además de ser subcampeón de España y conseguir hasta 23 victorias, dónde se confirmó como una de las jóvenes promesas del ciclismo español.
Salto de categoría
Su paso a la categoría amateur fue fulgurante y tras un primer año difícil y de aprendizaje, se consolida en la categoría con el Caja Rural amateur de Juanma Hernández; consiguiendo victorias de renombre que no pasan desapercibidas por José Luis de Santos seleccionador español. Asiduo con la selección española no tarda en destacar en el panorama internacional como lo atestiguan el 7o puesto en el Campeonato Europeo y un 9o en la general final del Tour del Porvenir; carrera por etapas más importante a nivel mundial en categoría sbu-23.
Salto a profesionales
En 2012 y gracias a Antonio Cabello da el salto a profesionales con el Andalucía. Una temporada lastrada por lesiones le impiden rendir a su nivel que junto con la desaparición del equipo y a pesar de tener otro año de contrato, se encuentra sin equipo para poder demostrarlo.
Recalificación
En 2013 se recalifica en amateurs con el Team Coluer de Antonio Pineda. En su debut se lleva su 5.º Campeonato de Cataluña, también logra el subcampeonato de España élite después de ir toda la carrera escapado y gana una etapa y la general final de la Vuelta a León con profesionales.
Vuelta a profesionales
En 2014 y de la mano de Domenec Carbonell vuelve al profesionalismo con el Team Ecuador; con su combatividad característica se deja ver en numerosas escapadas, se lleva la clasificación de la montaña del Tour de l'Ain y Tour de Saboya además de dos etapas en esta última.
A éste paso, todo indica que tiene un gran futuro por delante.

## Palmarés
2011
- 1 etapa de la Vuelta a la Comunidad de Madrid sub-23

2013
- Vuelta a León, más 1 etapa

2014
- 2 etapas del Tour de Saboya

2015
- Gran Premio del Guadiana, más 1 etapa

2016
- 3.º en el Campeonato de España en Ruta

## Resultados en Grandes Vueltas
| Carrera | Carrera         | 2012 | 2013 | 2014 | 2015 | 2016 | 2017 | 2018 |
| ------- | --------------- | ---- | ---- | ---- | ---- | ---- | ---- | ---- |
|         | Giro de Italia  | —    | —    | —    | —    | —    | —    | —    |
|         | Tour de Francia | —    | —    | —    | —    | —    | —    | —    |
|         | Vuelta a España | —    | —    | —    | —    | —    | —    | Ab.  |

—: no participa

Ab.: abandono

## Equipos
- Caja Rural (2011)[5]
- Andalucía (2012)
- Team Ecuador (2014-2015)
- Verva ActiveJet Pro Cycling Team (2016)
- Soul Brasil (2017)
- Burgos-BH (2018)